# Mareau-aux-Bois
Mareau-aux-Bois – miejscowość i gmina we Francji, w Regionie Centralnym, w departamencie Loiret.
Według danych na rok 1990 gminę zamieszkiwały 434 osoby, a gęstość zaludnienia wynosiła 37 osób/km² (wśród 1842 gmin Centre, Mareau-aux-Bois plasuje się na 733. miejscu pod względem liczby ludności, natomiast pod względem powierzchni na miejscu 1055.).